# 340 (عدد)
 340 هو عدد صحيح، يلي العدد 339 ويسبق العدد 341.

## في الرياضيات

### خصائص
- عدد طبيعي.[3]

- عدد زوجي.[4][5]
- عدد موجب،[6] السالب منه هو - 340.[7]

## في التاريخ
- 340 هـ هي سنة في التقويم الهجري.
- هي سنة  340 م في التقويم الميلادي.

## وصلات خارجية
الأعداد الصاتمة، ديوان اللغة العربية.